# Nina Waidacher
Nina Waidacher, verh. Kindschi, (* 23. August 1992 in Chur) ist eine ehemalige Schweizer Eishockeyspielerin aus Arosa, die hauptsächlich bei den ZSC Lions Frauen in der Schweizer Liga und für das College of St. Scholastica (CSS) in den Vereinigten Staaten spielte.

## Leben und Karriere
Nina Waidacher ist das zweitälteste von acht Kindern einer mit dem Eishockey eng verbundenen Familie. Schon ihr Grossvater Ludwig Waidacher senior spielte in den 1940er- und 1950er-Jahren als Verteidiger für den EHC Arosa, mit dem er fünfmal in Folge Schweizermeister wurde. Auch Vater Ludwig Waidacher junior errang mit dem EHC Arosa 1980 einen Meistertitel, bevor er auf die Saison 1981/82 studienhalber zum Zürcher SC wechselte.

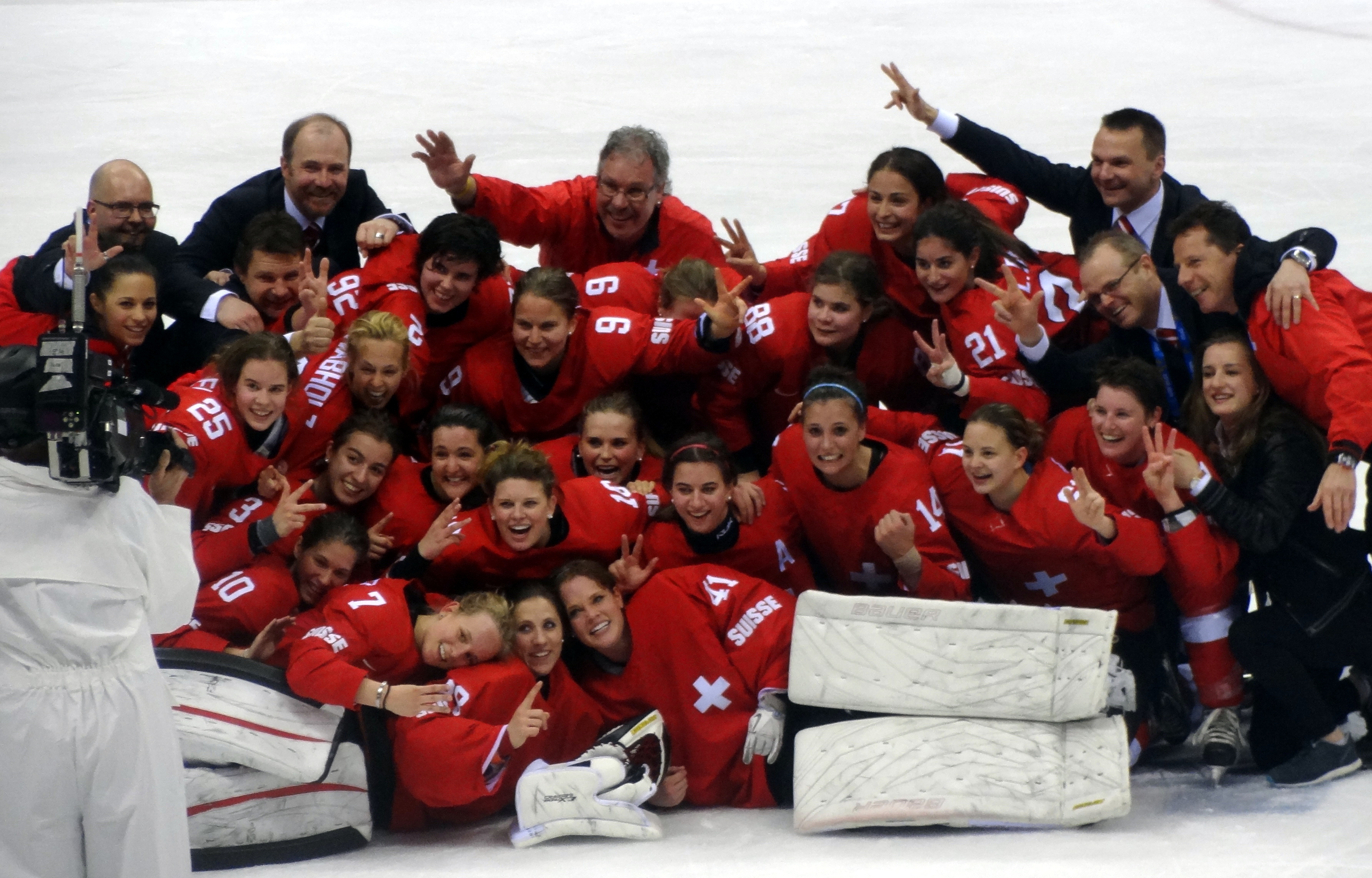
Gewinn der Bronzemedaille bei den Olympischen Winterspielen 2014

Wie ihre sieben Geschwister spielte Nina Waidacher nicht nur Eishockey, sie ist auch eine talentierte Skifahrerin. So fuhr sie zuerst Skirennen, bevor sie wie ihre ältere Schwester Monika den Wunsch äusserte, auf die Sportart Eishockey zu setzen. Da der EHC Arosa über keine Damenmannschaft verfügte, spielte sie bei ihren männlichen Schulkollegen mit. Weil sie in diesem Umfeld rasch Fortschritte erzielte, wurde sie schon bald in den Schweizer Nachwuchs-Nationalkader berufen. 2008 spielte sie mit Schwester Monika an der U-18-WM in Calgary.
Nach der obligatorischen Schulzeit absolvierte Waidacher eine kaufmännische Lehre in Arosa und besuchte die Wirtschaftsschule KV in Chur. Um sportlich weiter Fortschritte zu erzielen, spielte sie in der Folge für die ZSC Lions Frauen, mit der sie 2010/11 erstmals den Schweizer Meistertitel gewann. Ab 2011 war sie Mitglied der Schweizer Nationalmannschaft der Frauen. Von 2011 bis 2015 spielte Nina Waidacher für das Team College of St. Scholastica (CSS) in Duluth, wo sie 2012 zusammen mit Schwester Monika ins All-Star-Team der Northern Collegiate Hockey Association (NCHA) berufen wurde. Im selben Jahr wählte sie die American Hockey Coaches Association (AHCA) aufgrund ihrer aussergewöhnlichen Skorerqualitäten in die Auswahl der besten zwei West Region CCM Women's Hockey All-American Teams. In den Jahren 2011, 2012, 2015 und 2016 vertrat sie die Schweiz bei der Eishockey-Weltmeisterschaft der Frauen, wo sie 2012 den dritten Platz erreichte. 2014 errang Nina Waidacher an den Olympischen Winterspielen in Sotschi die Bronzemedaille.
Mitte Juni 2021 trat Nina Waidacher gemeinsam mit ihren Schwestern Monika und Isabel vom aktiven Eishockeysport zurück. Nina Waidacher spielte während acht Saisons für die ZSC Lions und erreichte dabei vier nationale Meistertitel. Zusammen standen die drei Waidacher-Schwestern in 547 Meisterschaftsspielen für die Zürcherinnen auf dem Eis und erzielten dabei 327 Tore und 425 Assists.
2024 wurde Waidacher von den SC Bern Frauen als Assistenztrainerin verpflichtet.

## Varia
In der U-18 Nationalmannschaft hatte Nina Waidacher 2009 und 2010 die Funktion des Assistenz-Captains inne. Der älteste Bruder Thomas Waidacher (* 1996) stand zeitweilig im Kader der U-17-Nationalmannschaft.
Nina Waidacher gehört mit ihrem Grossvater und Vater sowie den Schwestern Monika und Isabel zu den wenigen Familienmitgliedern des Eishockeysports, die in drei aufeinanderfolgenden Generationen mindestens einen nationalen Meistertitel erreichen konnten.
Anlässlich des Spengler Cups 2014 nahm Waidacher zusammen mit Livia Altmann und Florence Schelling am «Legenden-Spiel» zwischen dem HC Davos und dem EHC Arosa teil.
Infolge einer Schulterluxation konnte Nina Waidacher an der Weltmeisterschaft 2017 nicht teilnehmen.
Nina Waidacher ist mit Simon Kindschi verheiratet.

## Erfolge und Auszeichnungen

### National
- 2011 Schweizer Meister mit den ZSC Lions Frauen
- 2016 Schweizer Meister mit den ZSC Lions Frauen[23]
- 2017 Schweizer Meister mit den ZSC Lions Frauen[24]
- 2018 Schweizer Meister mit den ZSC Lions Frauen

### International
- 2012 Bronzemedaille bei der Weltmeisterschaft
- 2012 Mitglied des Allstar-Teams der Northern Collegiate Hockey Association (NCHA)
- 2012 Berufung in die Auswahl der zwei besten Teams der West Region CCM Women's Hockey All-American
- 2014 Bronzemedaille bei den Olympischen Winterspielen